# Northwich Victoria F.C.
Northwich Victoria F.C., właśc. Northwich Victoria Football Club – angielski klub piłkarski z siedzibą w Northwich.

## Historia
Klub został założony w 1874. Od 1892 do 1894 grał w Division Two. Następnie rywalizował w amatorskich rozgrywkach regionalnych, a w latach 1968–2005 i 2006–2009 występował na piątym poziomie ligowym, który w tym czasie stanowiły rozgrywki Northern Premier, Alliance Premier oraz Conference National.

### Historia występów w drugiej lidze
| Sezon   | Liga         | Miejsce      |
| ------- | ------------ | ------------ |
| 1892/93 | Division Two | 7.           |
| 1893/94 | Division Two | 15. (spadek) |

## Reprezentanci kraju grający w klubie
Stan na grudzień 2023
|  | - David Bardsley - Peter Barnes - Warren Bradley - Harry Bradshaw - Gordon Hill - Alan Kennedy - Max Woosnam - Marc Joseph - Jordan Johnson - Will Antwi - Paddy Fagan - Alf Ringstead - Paddy Roche |  | - Johnny Gorman - Jon McCarthy - Sammy McIlroy - Ian Nolan - Jimmy Quinn - Jeff Whitley - Trevor Benjamin - Odilon Koubemba - Pelé - Kyle Collins - Dean Walling - Ahmed Ali Mohamed |  | - Mohamud Ali Mohamed - Jimmy Lang - Danny Collins - Gordon Davies - Frederick Hughes - Billy Meredith - Ron Hewitt - Tony Rowley - Peter Sayer - Bruce Grobbelaar - Cliff Moyo - Alec Mudimu |